# ボニージャックス
ボニージャックス（BONNY JACKS）は、日本の男性コーラス・グループである。1958年に結成された。

## 略歴
早稲田大学グリークラブに所属していたメンバーによって結成、アマチュアとして歌っていた。その後、ラジオ番組「青春ジャズ大学」出演の際に司会の笈田敏夫がその歌声を絶賛。友人でブルーコーツのバンドマスター・小島正雄に紹介し、小島の尽力でプロデビューとなった。
小島正雄は「レパートリーを百曲積むまでは絶対にデビューするな」と厳命し、4人はそれを達成すべく、1958年の初めから東京・杉並の早大OB宅の離れを借りて約1年間の合宿自炊生活を行ない、1日8時間の練習に明け暮れた。その間、鹿嶌武臣が牛乳配達をし、大町正人、玉田元康は米軍キャンプで、西脇久夫は他のコーラスで歌い糊口を凌ぐ。同年暮れ、クリスマスイブのラジオ番組で念願のプロデビューを果たす。
レパートリーの幅広さでは他の追随を許さず、世界各国の民謡、歌曲、ジャズ、童謡から軍歌、CM曲、テレビ主題歌、ラジオ主題歌、社歌、寮歌など、通算5000曲以上にのぼるという。歌の伝道師の異名を取り、ロシア民謡「一週間」や合唱曲「遥かな友に」、童謡「ちいさい秋みつけた」「手のひらを太陽に」などは、ボニージャックスが歌ったことから広く知られるようになった。
同形態をとるコーラスグループデューク・エイセスとダークダックスとの共同ショー開催も度々行ない、これは両グループが実質活動停止（解散）するまで続いた。
2016年10月26日アカペラ&ボイスパーカッショングループベイビー・ブーと総勢9人のコーラスユニットボニーさんとブーを結成。シングル「じいじのシンデレラ」をリリース。
度々共演した3カルテットのうち、2016年にダークダックスが、2017年にデューク・エイセスが解散し、ボニージャックスのみが令和時代になっても唯一現役で活躍中である。2021年8月30日に西脇久夫が死去したが、その後直ちに「3人でボニージャックスとして活動を継続する」ことが発表された。
2022年9月21日、所属事務所でマネジメントを手がけていた「株式会社ニュー西北エンタープライズ」が東京地方裁判所から破産手続き開始決定を受けた。負債額は調査中。現在はNPO法人日本国際童謡館（旧・大庭音楽事務所）のマネージメントにより活動している。
2024年9月12日に、鹿嶌武臣が死去したが、2人でボニージャックスとして活動を継続している。また、玉田元康がソロとしても活動している

## メンバー
高音→低音の順。ダークダックスやデューク・エイセスと違い、立ち位置は、左→右に向かって、低音→高音となっている。
吉田秀行（よしだ ひでゆき）
1965年8月26日（59歳）。埼玉県比企郡鳩山町出身。担当パートは、セカンド・テナー。2003年に大町正人の後任として加入。愛称は"（ボニーの）ヨンさま"。立ち位置は、西脇久夫存命中だった際、右から2番目だったが、西脇久夫の死去後、立ち位置は一番右。
玉田元康（たまだ もとやす）
1934年5月31日（91歳）。満洲国安東市（現・中華人民共和国丹東市）出身。担当パートは、バス。ボニージャックスのリーダーを務める。文学部出身。愛称は"のぼさん"。立ち位置は、一番左。ヒゲがトレードマークだが、活動初期は生やしておらず、現存する1963年と1965年の紅白歌合戦出場時の映像ではいずれもヒゲを剃った姿で出演している。

### 元メンバー
鹿嶌武臣（かしま たけおみ）
1934年1月1日 - 2024年9月12日。京都府舞鶴市出身。鹿嶌は鹿島とも表記される。担当パートは、バリトン。政治経済学部出身。愛称は"トラさん"。立ち位置は西脇久夫の存命中は、左から２番目だったが、西脇久夫の死去後、立ち位置は真ん中。2024年9月12日午後6時38分、脳幹出血のため、さいたま市内の病院で死去した。90歳没。
西脇久夫（にしわき ひさお）
1936年1月29日 - 2021年8月30日。宮城県塩竈市出身。担当パートは、トップ・テナー。商学部出身。愛称は"六さん"。立ち位置は一番右。芸能事務所ニュー西北エンタープライズの代表。また、日本歌手協会の監事を務めていた。2021年8月30日午前8時50分、肺がんのため東京都内の病院で死去。85歳没。死去の数年前にがんの手術を受け、その後も治療を受けながら歌手活動を続けていた。2021年7月4日に宮崎県で開催された「童謡の祭典」が西脇久夫最後のステージとなった。西脇久夫の後任は置かず、以後3人で活動を継続する。
大町正人（おおまち まさと）
1937年7月20日 - 2011年7月8日。満州生まれ。法学部出身。愛称は"アッちゃん"。立ち位置は右から2番目。担当パートは、セカンド・テナーを長年務めていたが、45周年公演を目前に肝硬変で倒れ、リタイアした。闘病しつつ音楽活動をおこなっていたが、2011年7月8日、肝臓がんのため横浜市の自宅で死去。73歳没。後任は吉田秀行。

## ディスコグラフィー

### 代表曲・アルバム
- 「ギララのロック」（『宇宙大怪獣ギララ』主題歌）
- 「ちいさい秋みつけた」（ダークダックスとの競作。なお、NHK「放送芸能祭・秋の祭典」でこの曲を最初に歌ったのは伴久美子だったが、伴の歌は音源化されていない。）
- 「あなたの笑顔」
- 「政子ちゃん音頭」（大屋政子とのデュエット曲）
- 「帰れソレントへ」
- 「サンタルチア」
- 「パジャマでおじゃま」
- 「手のひらを太陽に」（オリジナルは宮城まり子だがボニージャックスのカバーで評判になった。）
- 「南海放送の歌」
- 「北帰行」（小林旭との競作）
- 「はるかな友に」（シングル「北帰行」のB面。シングル発売から2年後の1963年、NHK「みんなのうた」で取り上げられる
- 「一週間」（NHK『みんなのうた』）
- 「元気のでる歌」（NHK『みんなのうた』）
- 「江戸の隠密渡り鳥」（TBS「隠密剣士」主題歌）
- 「月光仮面は誰でしょう」、「月光仮面の歌」（『正義を愛する者 月光仮面（アニメ版月光仮面）』 主題歌）
- 「嵐の英雄」（中日ドラゴンズ応援歌）
- 「アトムズマーチ」（アトムズ応援歌。1970年にヤクルトアトムズとなった際、砂川啓介による一部歌詞変更バージョンが作られた。）
- 「グーチョキパー音頭」（「ボニージャックス、ビクター少年民謡会」名義。B面は「ヤットデタマン・ブギウギ音頭」（歌：山本まさゆき、ビクター少年民謡会）。2015年に「にっぽん花咲か音頭」（歌：鈴木正夫、藤みち子、武花千草）のカップリングとして再発）
- 「宇宙船地球号のマーチ」、「雨のふる日はぼくゴリラ」、「未来へつづくポンキッキ」（『ひらけ!ポンキッキ』、1975年発売のLP『ひらけ!ポンキッキ』SKM(H)2229収録）
- 『オレンジ色のランプ』（1977年。サトウハチローの詩に小椋佳が作曲したものをボニージャックスが歌うという企画盤）

など多数。鉄道唱歌も歌っており、テレビ番組『ズームイン!!朝!』で「鉄道唱歌の旅」として放送されVHS・CDとして発売された（ただし一部の歌詞は省略されている）。2007年にはそれとは別に334番まで歌った『鉄道唱歌全曲』も発表し、こちらは334番すべてが収録されている。第四集（北陸篇）の編曲者は西脇久夫である。

### スタジオ・アルバム
1. 日本の民謡（1964年、SKJ-1038）
2. ロシア民謡集（1969年、SKK-519）
3. 歌の早慶戦（1972年、SKLB-5881）
4. 世界のメルヘンを歌う（1973年、SKK-819）
5. 通りすぎた愛の日に（1977年、PP-7012）
6. オレンジ色のランプ（1977年、S-7014）
7. 走れ!!うたの超特急（1978年、JBX-187）
8. コーヒーカップの海（1978年、KVX-1040）
9. 不滅の日本寮歌集―寮歌は生きている―（1978年、MR-3116）
10. ク・リ・ス・マ・ス（1978年、KVX-1049）
11. 旅情（1979年、KVX-1052）
12. 君しのぶ夜 フォルクローレの旅（1979年、KVX-1057）
13. オホーツクの海（1980年、KVX-1060）
14. 城ヶ島の雨〜ボニージャックス 日本の詩情をうたう（1980年、KVX-1075）
15. 男と男が飲む酒は（1981年、KVX-1110）
16. ボニーのドレミファ音楽館（1982年、SJX-2233）
17. 車椅子のおしゃべり 立山にうたう（1983年、KVX-1127）
18. 世界のうたをうたう (1984年、SJX-2269〜70)
19. おやじの舟歌 (1989年、KVX-1136)
20. 日本寮歌集（1986年9月21日、VDR-5131）
21. 歌・昭和のあけぼの（1991年3月21日、CSCL-1652）
22. 空とぶうさぎ-車椅子のおしゃべり-（1991年4月21日、VICG-5146）
23. ひとつふたつかぞえて-車椅子のおしゃべり PART2-（1996年5月22日、VICG-5442）
24. 胸に響くサトウハチロー作品集（1998年11月27日、KICX-7018）
25. 金子みすゞの世界（2003年12月17日、MDCL-1455）
26. そして葉桜のとき〜ボニージャックスこころのうた（2010年4月21日、KICX-765）

## 出演

### テレビ
- 「歌はともだち」（1968年 - 1977年、NHK） レギュラー
- 「森繁久彌のおやじは熟年 第20話」（1981年、テレビ朝日）
- 「BS日本・こころの歌」（BS日本）一時期準レギュラー

### CM
- 松下電器産業 テープレコーダー（1962年。泉大助と共演。ACC第2回TV生CM部門第3種2位）[12]
- 熱海後楽園ホテル
- 大京
- 日産火災海上

## NHK紅白歌合戦出場歴
| 年度/放送回               | 曲目                 | 対戦相手         |
| ------------------------- | -------------------- | ---------------- |
| 1963年（昭和38年）/第14回 | 一週間               | トリオこいさんず |
| 1964年（昭和39年）/第15回 | 幸せなら手をたたこう | 梓みちよ         |
| 1965年（昭和40年）/第16回 | 手のひらを太陽に     | ペギー葉山       |

## NHKみんなのうた出演歴
▲はラジオのみの放送。
| 初放送                                                                                    | 曲目                                      | デュエット                          | 再放送                                                    |
| ----------------------------------------------------------------------------------------- | ----------------------------------------- | ----------------------------------- | --------------------------------------------------------- |
| 1961年（昭和36年）4月 - 5月 1966年（昭和41年）4月 - 5月                                   | あわて床屋                                | （なし）                            | （詳細）                                                  |
| 1961年（昭和36年）6月 - 7月                                                               | 三匹の蜂                                  | （なし）                            | 2021年（令和3年）9月▲                                     |
| 1961年（昭和36年）8月 - 9月                                                               | いずみのほとり                            | （なし）                            | （なし）                                                  |
| 1961年（昭和36年）8月 - 9月                                                               | うちを建てよう                            | （なし）                            | （なし）                                                  |
| 1961年（昭和36年）10月 - 11月                                                             | 熊ちゃんのピクニック                      | （なし）                            | （なし）                                                  |
| 1961年（昭和36年）12月 - 1962年（昭和37年）1月                                            | 金ぴらふねふね（1961年版）                | （なし）                            | （なし）                                                  |
| 1962年（昭和37年）4月 - 5月                                                               | ピクニック                                | スリーグレイセス 東京少年少女合唱隊 | 2025年4月 - 5月▲                                          |
| 1962年（昭和37年）6月 - 7月                                                               | 気のいいあひる（1962年版）                | （なし）                            |                                                           |
| 1962年（昭和37年）10月 - 11月 1972年（昭和47年）10月 - 11月 1982年（昭和57年）10月 - 11月 | ちいさい秋みつけた                        | （なし）                            | （詳細）                                                  |
| 1962年（昭和37年）12月 - 1963年（昭和38年）1月                                            | シーハイルの歌                            | 東京少年少女合唱隊                  | （なし）                                                  |
| 1963年（昭和38年）2月 - 3月 1973年（昭和48年）10月 - 11月                                 | はるかな友に                              | （なし）                            | （詳細）                                                  |
| 1963年（昭和38年）4月 - 5月                                                               | 一週間                                    | （なし）                            | 2021年（令和3年）2月▲                                     |
| 1963年（昭和38年）10月 - 11月                                                             | 青い空の歌                                | （なし）                            | 2019年（平成31年）2月 - 3月▲                              |
| 1963年（昭和38年）12月 - 1964年（昭和39年）1月                                            | ひげのお医者さん                          | （なし）                            | （なし）                                                  |
| 1964年（昭和39年）2月 - 3月                                                               | ゲレンデの穴                              | 東京放送児童合唱団                  | （なし）                                                  |
| 1964年（昭和39年）4月 - 5月                                                               | ゆかいに歩けば                            | 東京放送児童合唱団                  | 2021年（令和3年）5月▲                                     |
| 1964年（昭和39年）10月 - 11月                                                             | 朝いちばん早いのは                        | （なし）                            | 2018年（平成30年）10月 - 11月▲                            |
| 1964年（昭和39年）12月 - 1965年（昭和40年）1月                                            | 陽気にうたえば                            | （なし）                            | 2023年（令和5年）2月 - 3月▲                               |
| 1965年（昭和40年）4月 - 5月                                                               | 川のうた                                  | （なし）                            | （なし）                                                  |
| 1965年（昭和40年）6月 - 7月                                                               | 小鳥の結婚式                              | 杉並児童合唱団                      | （なし）                                                  |
| 1965年（昭和40年）8月 - 9月                                                               | ガチャガチャバンド                        | （なし）                            | （なし）                                                  |
| 1965年（昭和40年）10月 - 11月                                                             | まっかな秋                                | （なし）                            | 2021年（令和3年）10月▲                                    |
| 1965年（昭和40年）12月 - 1966年（昭和41年）1月                                            | 冬の行進                                  | 東京放送児童合唱団                  | （なし）                                                  |
| 1966年（昭和41年）6月 - 7月                                                               | 五匹のかえる                              | 天地総子                            | （なし）                                                  |
| 1967年（昭和42年）4月 - 5月                                                               | ゆりかごのうた                            | （なし）                            | 1974年（昭和49年）4月 - 5月                               |
| 1967年（昭和42年）12月 - 1968年（昭和43年）1月                                            | 父さんのポンチョ                          | （なし）                            | （なし）                                                  |
| 1968年（昭和43年）4月 - 5月                                                               | 山寺の和尚さん                            | （なし）                            | 2021年（令和3年）3月▲                                     |
| 1968年（昭和43年）10月 - 11月                                                             | ずいずいずっころばし （1968年版）         | （なし）                            | （なし）                                                  |
| 1968年（昭和43年）12月 - 1969年（昭和44年）1月                                            | おかあさんの顔                            | （なし）                            | （詳細）                                                  |
| 1969年（昭和44年）8月 - 9月                                                               | みどりの牧場で                            | 西六郷少年少女合唱団                | 2023年（令和5年）6月 - 7月▲                               |
| 1969年（昭和44年）12月 - 1970年（昭和45年）1月                                            | 雪はのんのん～熊っ子たちの子もり歌～      | 荒川少年少女合唱隊                  | （詳細）                                                  |
| 1970年（昭和45年）12月 - 1971年（昭和46年）1月                                            | かあさんのうた（1970年版）                | （なし）                            | （なし）                                                  |
| 1971年（昭和46年）8月 - 9月                                                               | さびしいカシの木                          | （なし）                            | 2012年（平成24年）8月 - 9月▲                              |
| 1972年（昭和47年）2月 - 3月                                                               | ラ・ゴロンドリーナ（つばめ） （1972年版） | （なし）                            | みんなのうた発掘スペシャル VOL.1                          |
| 1973年（昭和48年）6月 - 7月                                                               | さらばジャマイカ                          | （なし）                            | （なし）                                                  |
| 1977年（昭和52年）6月 - 7月                                                               | こんな時があってもいいね                  | （なし）                            | 2006年（平成18年）6月 - 7月▲ 2015年（平成27年）6月 - 7月▲ |
| 1980年（昭和55年）4月 - 5月                                                               | 希望が愛が、ホラ                          | （なし）                            | （なし）                                                  |
| 1981年（昭和56年）8月 - 9月                                                               | 海を贈ろう                                | （なし）                            | 2017年（平成29年）8月 - 9月▲                              |
| 1994年（平成6年）2月 - 3月                                                                | 雪の音                                    | （なし）                            | 1995年（平成4年）2月 - 3月▲ 2018年（平成30年）2月 - 3月▲  |
| 1995年（平成７年）8月 - 9月                                                               | 元気のでる歌                              | （なし）                            | 2014年（平成26年）8月 - 9月                               |

出演は全44回で、男性歌手としては最多出演である。